# مایکل ترک
مایکل ترک (انگلیسی: Michael Thurk؛ زادهٔ ۲۸ مهٔ ۱۹۷۶) بازیکن فوتبال اهل آلمان است.
از باشگاه‌هایی که در آن بازی کرده‌است می‌توان به باشگاه فوتبال آگسبورگ، باشگاه فوتبال هایدنهایم، باشگاه فوتبال ماینتس ۰۵، باشگاه فوتبال انرژی کوتبوس، و باشگاه فوتبال آینتراخت فرانکفورت اشاره کرد.